# سیارک ۹۲۵۶
سیارک ۹۲۵۶ (به انگلیسی: 9256 Tsukamoto، نامگذاری:1324T-2) نه هزار و دویست و پنجاه و ششمین سیارک کشف شده‌است که در ۲۹ سپتامبر ۱۹۷۳ کشف شد.
قدر مطلق سیارک برابر ۱۴٫۰۰ است.